# Maia Morgenstern
Emilia-Maia-Ninel Morgenstern (Bucarest, 1 de mayo de 1962) es una actriz rumana de cine y teatro.
Descrita, por Florin Mitu de AMOS News, como «un símbolo del teatro y el cine rumano», a nivel internacional, ha sido conocida por su papel de María, la madre de Jesús en La Pasión de Cristo.
En Rumania, ya era conocida sobre todo por su papel como "Nela" en Balanta (1992), una película conocida en Estados Unidos como El roble, basada en los últimos días de la Rumania comunista.
En 2007 participó en el videoclip del grupo rumano Simplu: Mr Originality.

## Premios
Ha ganado varios premios importantes como actriz:
- Mejor actriz de reparto por: Cei care plătesc cu viața ("Los que pagan con sus vidas", 1991), por la Unión de Cineastas Rumanos.
- Unificador (teatro Asociación Rumana) Lucia Sturdza Bulandra Premio (1990) por su papel de escenario como Medea en Trilogía antica (antigua trilogía), dirigida por Andrei Serban.
- Mejor actriz de reparto por: Balanta (1992), Premios del Cine Europeo.
- Mejor actriz de reparto por: Balanta (1992), Cinéma Tout Ecran (Festival de Cine de Ginebra).
- Unión Mejor actriz de reparto por: Balanta (1992), Unión de cineastas rumanos.
- Unificador premio a la mejor actriz (1993), por su papel en el Ghetto en el Teatro Nacional de Rumanía.
- Unificador (1995) premio por su actuación en la producción teatral de Lola Blau.
- Mejor Actriz de Cine para: La Pasión de Cristo (2004), Étnica Multicultural Media Awards (premios EMMA), Reino Unido.

## Filmografía
| Año  | Título                                        | Personaje                                | Idioma                     |  |
| ---- | --------------------------------------------- | ---------------------------------------- | -------------------------- |  |
| 2024 | What About Love                               | Hermana Martina                          |                            |  |
| 2021 | Resurrección de Cristo                        | Maria                                    | Arameo                     |  |
| 2008 | La casa de terror                             | Esterz Somos                             | Inglés                     |  |
| 2008 | Eva                                           |                                          | Inglés                     |  |
| 2007 | La Cerca                                      | Madre de Herman                          | Inglés                     |  |
| 2006 | Mansfeld                                      | La señora Mansfeld                       | Húngaro/Inglés/Ruso/Alemán |  |
| 2006 | Margo                                         | Madrastra de Margo                       | Romanian                   |  |
| 2006 | Visuri otrăvite ("Envenenado Dreams")         | La madre Ada                             | Rumano                     |  |
| 2005 | 15                                            | Irene                                    | Rumania, Francés           |  |
| 2005 | L'Homme presse                                | Bonne de Bois de Rose                    | Francés                    |  |
| 2004 | Orient Express                                | Amalia Frunzetti Amalia Frunzetti        | Romanian                   |  |
| 2004 | Damen Tango                                   |                                          | Romanian                   |  |
| 2004 | La Pasión de Cristo                           | Maria                                    | Arameo                     |  |
| 2004 | Căsătorie imposibilă ("Imposible matrimonio") |                                          | Romanian                   |  |
| 2003 | Bolondok éneke (Tonto's Song)                 | Gina                                     | Húngaro, Francés, Rumano   |  |
| 2003 | A Rózsa énekei (Canciones Rose)               | Olga                                     | Húngaro                    |  |
| 2001 | Patul lui Procust ( Procust 'Bed s)           | Doamma T.                                | Romanian                   |  |
| 2000 | Dark Prince: The true story of Dracula        | Mujer de la fuente                       | Inglés                     |  |
| 2000 | Marie, Nonna, la Vierge et moi                | Nonna                                    | Francés                    |  |
| 1999 | Kinai védelem (chino de Defensa)              |                                          | Húngaro                    |  |
| 1999 | Cara a Cara                                   |                                          | Rumano                     |  |
| 1999 | Triángulo de la Muerte                        | María Regina                             | Rumano                     |  |
|      | 1998, Televisión, corto                       |                                          | Húngaro                    |  |
| 1997 | Witman fiúk                                   | La señora Witman                         | Húngaro                    |  |
| 1997 | Omul zilei                                    |                                          | Rumano                     |  |
| 1996 | La Séptima Morada. Santa Edith Stein          | Edith Stein                              | Húngaro/Italiano           |  |
| 1995 | Ulises Mirada                                 | Esposa de Ulises junto con Harvey Keitel | Inglés/Griego              |  |
| 1995 | Siódmy pokój                                  | Edith Stein (El papel estelar)           | Húngaro                    |  |
| 1994 | Nostradamus                                   | Helen                                    | Inglés                     |  |
| 1993 | Trahir                                        | La mujer en prisión                      | Francés y Rumano           |  |
| 1993 | Casa din vis                                  |                                          | Rumano                     |  |
| 1993 | Cel mai iubit dintre pămînteni                |                                          | Rumano                     |  |
| 1992 | Balanta                                       | Nela (papel estelar)                     | Rumano                     |  |
| 1991 | Flăcăul cu o singură bretea                   |                                          | Rumano                     |  |
| 1991 | Cei care plătesc cu viața                     |                                          | Rumano                     |  |
| 1990 | Pasaj                                         |                                          | Romanian                   |  |
| 1989 | Marea sfidare                                 |                                          | Rumano                     |  |
| 1988 | María şi marea                                | María                                    | Rumano                     |  |
| 1986 | Anotimpul iubirii                             |                                          | Romanian                   |  |
| 1984 | Secretul lui Bachus                           | La chica en el restaurante               | Rumano                     |  |
| 1983 | Dreptate în lanţuri                           |                                          | Rumano                     |  |
| 1983 | Prea cald pentru luna mai                     |                                          | Rumano                     |  |

## Premios y distinciones
Festival Internacional de Cine de Venecia
| Año  | Categoría            | Película     | Resultado |
| ---- | -------------------- | ------------ | --------- |
| 1995 | Premio Elvira Notari | Siódmy pokój | Ganadora  |